# Bandeirante (Santa Catarina)
Bandeirante é um município brasileiro do estado de Santa Catarina.

## Geografia
Localiza-se a uma latitude 26º46'07" sul e a uma longitude 53º38'18" oeste, estando a uma altitude de 517 metros. Sua população estimada em 2017 era de 2.751 habitantes. Possui uma área de 147,32 km².